# Dom (munte)
Dom este un munte cu altitudinea de 4.545 m deasupra n.m., fiind cel mai înalt munte din Elveția; Punta Dufour (4.634) are înălțimea mai mare, dar este situat pe linia de graniță dintre Elveția și Italia. Muntele Dom aparține de lanțul Mischabelgruppe din masivul Alpii Pennini (Walliser). Muntele se presupune că a fost denumit după Joseph Anton Berchtold, un „Domicellariusa” (preot) din Sion. Dom a fost pentru prima dată escaladat la data de 11 septembrie 1858 de către J. Llewellyn Davies, Johann Zumtaugwald, Johann Kronig și Hieronymous Brantschen, ei urcând pe versantul de nord.